# Franciscaines de Notre-Dame des Douleurs
Les franciscaines de Notre-Dame des Douleurs (en latin : Filiae Beatae Mariae Virginis Addoloratae) ou sœurs séraphiques sont une congrégation religieuse féminine enseignante et hospitalière de droit pontifical.

## Historique
La congrégation est fondée en 1881 à Zakroczym par Honorat de Biala (1829 - 1916) avec l'aide de Marguerite Szewczyk (1828 - 1905), tertiaire franciscaine et première supérieure de la communauté.
L'institut est affilié aux Frères mineurs capucins, il reçoit le décret de louange le 12 février 1909 et finalement approuvé par le Saint-Siège le 3 mars 1953.
Une sœur séraphique polonaise, Sancie Szymkowiak (1910-1942) est béatifiée le 18 août 2002.

## Activités et diffusion
Les sœurs séraphiques se dédient aux soins des personnes âgées, aux malades et à l'enseignement.
Elles sont présentes en: 
- Europe : Pologne, Biélorussie, France, Italie, Suède, Ukraine.
- Amérique : États-Unis.

La maison généralice est à Cracovie.
En 2017, la congrégation comptait 598 sœurs dans 67 maisons.